# Fløjteløs
Fløjteløs er en dansk børnefilm fra 2009, der er instrueret af Siri Melchior efter eget manuskript.

## Handling
Historien finder sted i en farverig og trafikeret by fyldt af mennesker og dyr. Alle er meget musikalske og kan fløjte, undtagen den lille fugl Fløjteløs. Han flyver forgæves rundt og prøver at fløjte, men han er så håbløs til det, at hans omgivelser opgiver at undervise ham. Fløjteløs hugger en politimands fløjte. Så kan han være med i byens musik! Men Fløjteløs laver nu ikke andet end støj og ballade, og alle beder ham om at tie stille! Så bliver han fornærmet. Han skal vise dem, én gang for alle. Han tager den allerdybeste indånding nogensinde, og puster med de største kræfter, han ikke engang vidste han havde. Da lyder et spægt pift, som bliver til en smuk melodi. Fløjteløs flyver fløjtende af sted med en flok begejstrede fugle efter sig, før han forsvinder ind i myldret og endelig bliver en del af byens festlige musik.